# Ronto-
Ronto (viết tắt r) là một tiền tố được viết liền trước một đơn vị đo lường quốc tế để chỉ đơn vị nhỏ gấp 1027 hay 1.000.000.000.000.000.000.000.000.000 (một tỉ tỉ tỉ) lần.
Độ lớn này được công nhận từ năm 2022.